# Brudna robota (powieść)
Brudna robota (ang. Dirty Job) – dziewiąta powieść amerykańskiego pisarza Christophera Moore’a, po raz pierwszy opublikowana 21 marca 2006 w USA. W Polsce, nakładem Wydawnictwa Mag ukazała się rok później w przekładzie Jacka Drewnowskiego. Książka stanowi syntezę takich gatunków jak czarna komedia, horror, fantastyka oraz akcja z elementami erotyki.

## Historia
Głównym bohaterem powieści jest Charlie Asher; trzydziestokilkuletni mieszkaniec San Francisco i właściciel komisu z używanymi rzeczami, który po nagłej śmierci żony, zostaje Śmiercią i samotnym rodzicem. Z natury neurotyczny mężczyzna, nie ma innego wyboru jak przystosować się do narzuconych mu ról, korzystając z pomocy siostry Jane i dwójki swoich nieco stukniętych pracowników: Lili – zbuntowanej, nastoletniej gotki i Raya – byłego policjanta, poszukującego szczęścia na portalach erotyczno-randkowych. Jednak kłopoty, które spadły na Charliego są zaledwie początkiem, bowiem mroczne i tajemnicze istoty żyjące w kanałach pod San Francisco, bacznie obserwują każdy nieuważny krok nowego Sprzedawcy Śmierci.

## Podobieństwa do innych książek
W Brudnej Robocie, czytelnik ma okazję spotkać postacie z poprzednich powieści Moore’a. Pojawiają się: Minty Fresh z Coyote Blue, Cesarz San Fracisco wraz ze swoimi psimi żołnierzami Bummerem i Lazarusem oraz detektywi Alphonse Rivera i Nick Cavuto, którzy wystąpili w Krwiopijcach. Sama postać Charliego Ashera pojawiła się w Ssij, mała ssij! oraz Gryź, mała gryź, kontynuacjach wcześniej wspomnianej pozycji.